# Rolando Mario Toro Araneda
Rolando Mario Toro Araneda, auch bekannt als Rolando Toro (* 19. April 1924 in Concepción; † 16. Februar 2010 in Santiago de Chile), war ein chilenischer Lehrer, Anthropologe und Psychologe. Darüber hinaus war er auch als Poet und Maler aktiv.
Er ist vor allem für die Entwicklung des Biodanza-Systems bekannt, einer tänzerischen Ausdrucksform, die sich inzwischen weltweit verbreitet hat, insbesondere in Südamerika und Europa.

## Leben und Wirken
Toro Aradena war der Sohn von Gregorio Toro Anstrong und dessen Ehefrau Berta Ines Araneda. Er hatte drei Geschwister Norma, Jorge und Carlos. Sein Vater wurde Todesopfer einer Gewalttat eines psychisch kranken Täters.
Toro Aradena war mit Prudencia del Pilar Acuña (1931–1990) verheiratet, mit der er die Söhne Alejandro Toro Acuña (1946–1948) und Leonardo Toro Acuña († 1984) sowie weitere Kinder hatte. Eine Tochter, Cecilia Toro Acuña, ist Direktorin der „Escuela de Biodanza Cordillera de los Andes“ und Hochschullehrerin in Santiago de Chile, die sich wissenschaftlich mit den Wirkungen des Biodanzas beschäftigt.
Rodrigo Toro Sánchez, ein weiterer Sohn, setzt sich ebenfalls, auch als Lehrer an der Universität, mit wissenschaftlichen Fragen zum Biodanza auseinander.
Doch zunächst besuchte Toro Aradena die Grundschule in seinem Viertel, dem Barrio de la Plaza Condell in Concepción. Er entstammte einer Pädagogenfamilie; schon sein Großvater war Lehrer in der Stadt Cañete, und seine Mutter sowie sieben seiner Tanten und zwei seiner Brüder waren ebenfalls Lehrer. So war sein Großvater mütterlicherseits Leoncio Araneda Figueroa Lehrer und Schulgründer in eben Cañete, ihm zu Ehren wurde die Schule „Escuela Leoncio Araneda Figueroa“ genannt. Es handelte sich ursprünglich um eine Schule für Jungen und wurde im November 1869 gegründet.
Bevor Toro Araneda sich für eine Ausbildung zum Grundschullehrer an der „Escuela Normal Superior José Abelardo Núñez“ in Santiago de Chile entschied, verbrachte er drei Jahre mit einem Studium an der medizinischen Fakultät der Universidad de Concepción (Facultad de Medicina de la Universidad de Concepción). Im Jahre 1943 beendete er seine Lehrerausbildung, um in den Jahren von 1944 bis 1957 an verschiedenen Schulen in Chile zu unterrichten, so u. a. in Valparaíso, Talcahuano, Pocuro und Santiago de Chile. Schon als Grundschullehrer führte er neue Konzepte und Vorschläge zur künstlerischen Ausbildung von Kindern und psychisch Kranken ein. Zusammen mit verschiedenen sozialen, politischen und kulturellen Organisationen organisierte Toro Araneda 1954 ein großes Kinderfest (Primer Festival del Niño), um die schulischen und sozialen Bedingungen von Kindern zu verbessern.
Aufgrund seiner innovativen Vorstellungen und Konzepte über die schulische Ausbildung lud ihn der Dekan der Universidad de Concepción, Rolando Merino Reyes (1898–1957), ein, eine Reihe von Vorlesungen an der Escuela Educación zu halten. Nach diesen Vorlesungen gründete Toro Araneda ein Laboratorio de Psicología an der Pädagogischen Fakultät der Universität Concepción.
Ausgehend von diesen Erfahrungen mit den psychopädagogischen Experimenten (experimentación psicopedagógica) beschloss Toro Aradena, unter Vermittlung des Rektors der Universidad Chile, Juan Gómez Millas (1900–1987), am Pädagogischen Institut der Universidad de Chile Psychologie zu studieren. Im Jahre 1964 schloss er sein Studium an der Fakultät für Psychologie des Pädagogischen Instituts der Universität Chile (Instituto Pedagógico de la Universidad de Chile) ab. In dieser Zeit lernte er Claudio Benjamín Naranjo Cohen kennen, mit dem ihn eine lebenslange Freundschaft verband.

### Arbeit amCentro de Estudios de Antropología Médica (CEAM)
Dank der Intervention von Naranjos trat Toro Araneda in das Centro de Estudios de Antropología Médica (CEAM) (ungefähre Übersetzung „Zentrum für medizinische Anthropologiestudien (CEAM)“), der medizinischen Fakultät der Universität von Chile ein.
Es war das Jahr 1965, also nach dem Ende des Psychologiestudiums, als Toro Araneda seine kurze Tätigkeit als Lehrprofessor am Zentrum für medizinische Anthropologie an der medizinischen Fakultät der Universität Santiago de Chile aufnahm. Deren Arbeitsinhalte er in seinen Untersuchungen, später in Buenos Aires weiter vertiefte.
Das Institut stand zu diesem Zeitpunkt unter der Leitung von Francisco Hoffmann Lachnit, dem Ehemann von Lola Hoffmann. Hoffmamm hatte das Institut im Jahre 1959 gegründet. Das Konzept des Institutes lag in der Vervollständigung der Ausbildung von Medizinstudenten, wobei der Schwerpunkt insbesondere auf dem mit der Berufung des Arztes verbundenen Ziel lag, die Humanwissenschaften aber auch die künstlerische Ausdrucksformen in die Ausbildung von Ärzten zu integrieren. Das von dieser kleinen Gruppe von Pionieren geleitete Forschungszentrum wurde nach einigen Jahren im Jahr 1965 aufgelöst, stellte jedoch „einen bedeutenden Schritt in der chilenischen Medizinkultur im Prozess der Humanisierung der Medizin“ dar.
Für Toro Araneda wurden die beiden zu seinen Mentoren und Lehrern. Francisco Hoffmann war, obgleich von Hause aus Physiologe später stark von C. G. Jung, den er persönlich bei seinen Auslandsaufenthalten kennenlernte, und der analytischen Psychologie geprägt worden.
Toro Araneda wirkte am CEA-Institut noch in dem Jahre 1965.
Am CEAM führte er Seminare zur medizinischen Anthropologie, Philosophie und Psychologie. So wurde Toro Araneda Teil eines multidisziplinären Teams, dessen Ziel es war, die Lebensqualität psychisch kranker Menschen zu verbessern und ihre Beziehungen zum betreuenden medizinischen Personal der psychiatrischen Klinik von Santiago zu verbessern. Hierzu probierte er verschiedene Therapieansätze und -systeme aus und machte seine ersten Versuche im Bereich des therapeutischen Tanzes.
Wie Toro Araneda in einem Interview mit Isabel Allende für die „Revista Paula“ im März 1968 berichtete, erhielt das CEAM-Institut Ende der 1960er Jahre einige LSD-Proben aus dem Schweizer Sandoz-Laboratorium, die für Forschungszwecke bzw. für mögliche therapeutische Anwendungen des Lysergsäurediethylamids (LSD) verwendet werden sollten. Die Proben enthielten aber keine expliziten Anweisungen zur Einnahme dieser neuen Substanz sowie Informationen zu Risiken und Kontraindikationen.
Toro Araneda, Claudio Naranjo und Ludwig Zeller Ocampo (1927–2019) bildenden eine Arbeitsgruppe und verlosten unter den dreien, wer zuerst das LSD einnehmen werden würde; es war Toro Araneda.
Aus den Erfahrungen mit dem LSD entstand ein Kontakt und eine lebenslange Freundschaft zu Albert Hofmann, dem Entwickler des LSDs. Er gab ihm eine bestimmte Menge Dosen für wissenschaftliche Forschung. Aus den Erfahrungen und Erlebnissen mit der neuen Substanz versammelten sich Ende der 1960er Jahre ein großer Teil der Kulturszene Santiagos in seinem Haus in der „1 a Avenida Los Olmos“ (Ñuñoa, Santiago de Chile), darunter der Jazzmusiker Alejandro Jodorowsky, bekannte Avantgarde-Schauspieler und Psychologen und andere Intellektuelle, die an Experimenten mit Halluzinogen interessiert waren. Die aus diesen Experimenten hervorgegangenen Werke wurden in der mythischen Kunstgalerie „Casa de la Luna“ in der Calle Villavicencio in Santiago gezeigt, deren Besitzer Susana Wald (* 1937) und Ludwig Zeller (1927–2019) waren.
Aus diesen Aktivitäten in besagtem Haus entstanden auch die „Juegos de Psicodanzas“ die sich zum Beginn der 1970er Jahre etablierten und surreale Darstellungen, Theater, Gesang, Poesie, Tanz und Musik berücksichtigten. Die Präsentationen und Aufführungen fanden in zahlreichen Theatern in Santiago de Chile statt.

### Lehrstuhl fürPsicología del arte y la expresiónamInstituto de Estéticaund weitere berufliche Aktivitäten in Lateinamerika
Nach seinem Psychologiestudium war ihm ein Lehrstuhl für Psicología del arte y la expresión („Kunst- und Ausdruckspsychologie“) am Instituto de Estética de la Pontificia Universidad Católica de Chile an der Päpstlichen Katholischen Universität von Chile (Pontificia Universidad Católica de Chile (PUC)) angeboten worden.
Auf dem Campus Oriente der Universidad Católica in Chile, im Rahmen des Programms des Instituto de Estética, bot er 1972 den ersten Kurs in „Psicodanza“ (curso de psicodanza) an.
Toro Aranedas Konzept der Vivencia (zu spanisch „Erlebnis“) weist deutliche Ähnlichkeiten zur Konzeption des „Erlebnis“ in der Psychologie von Wilhelm Dilthey auf, wonach das „Erlebtsein“ einen besonderen Nachdruck hatte, das ihm so eine bleibende Bedeutung verleiht.
Die im Jahre 1965 begonnenen Forschungen zur Musik- und Tanztherapie mit psychiatrischen Patienten im psychiatrischen Krankenhaus von Santiago brachten ihm einen späteren Ruf als Professor an der Universidad Abierta Interamericana (UAI) in Buenos Aires ein.
Toro Araneda forschte u. a. über das Unbewusste in den verschiedenen Bewusstseinszuständen und beschäftigte sich mit Fragen der psychosomatischen Medizin.
Zwischen 1968 und 1973 machte er seine ersten Erfahrungen mit Biodanza, das anfangs noch „Psicodanza“ genannt wurde. Toro Araneda wandte dieses System in der psychiatrischen Klinik von Santiago und im Institut für Ästhetik (Instituto de Estética) der Katholischen Universität von Chile an.
In diesen Jahren führte er auch Forschungen zur Gewalt im Gefängnis von Santiago (Cárcel Pública de Santiago) durch. Darüber hinaus gehörte er dem Forschungsinstitut der Psychiatrischen Klinik von Santiago de Chile an (Instituto de Investigación del Hospital Psiquiátrico de Santiago).
Toro Araneda war im Jahre 1974 auf ein Einladung zu einem Kongress über neue Methoden in der Psychotherapie an der Universidad Abierta Interamericana (UAI) nach Buenos Aires gereist. Er blieb die folgenden Jahre in Argentinien, lehrte an der Universidad Abierta Interamericana, wo er später auch emeritiert wurde. In Buenos Aires wandte er die Therapiemethode des Biodanzas in der Argentinischen Liga für den Kampf gegen Krebs (Liga argentina de lucha contra el cáncer (LALEC)) bei brustoperierten Frauen an.
Eine Reise, in den späten 1970er Jahren, führte ihn in das Esalen-Institut, in Big Sur (Kalifornien), das unter dem starken Einfluss des Gestalttherapeuten Fritz Perls stand und er besuchte in einem kleineren Ort, nordwestlich von San Francisco, Bodega, Gruppentherapiesitzungen, in denen Körperkontakt und Nähe ein wichtiges Prinzip für den Heilungsprozess darstellten. Sein chilenischer Freund Claudio Naranjo war mit dem Ensalen-Institut stark verbunden, so war er einer von drei Nachfolgern Fritz Perls und erhielt in dieser Zeit eine zusätzliche Ausbildung und Betreuung durch Jim Simkin in Los Angeles sowie Workshops zur sensorischen Wahrnehmung bei Charlotte Selver.
Mit René A. Spitz stand er in einem engen Austausch, so dass er mit vielfältigen Anregungen nach Chile zurückkehrte und dort die heilende Präsenz von körperlicher Nähe und Berührungen in sein sich entwickelndes Behandlungskonzept integrierte.
Im Jahre 1979 ging er nach Brasilien, wo er in Fortaleza, Belo Horizonte, Brasília und São Paulo lehrte. In Fortaleza gründete er 1982 sein erstes privates Biodanza-Institut und half so in der Verbreitung dieses therapeutischen Systems in ganz Lateinamerika. Darüber hinaus arbeitete er mit psychisch kranken Patienten am Juqueri-Krankenhaus (Hospital Psiquiátrico do Juqueri) in São Paulo. Als Hochschullehrer wurde er von der Bundesuniversität Universidade Federal da Paraíba emeritiert.

### Berufliche Aktivität in Europa - die Zeit in Italien
Vom Mai bis Juni 1988 kam Toro Araneda zum ersten Mal nach Europa, er besuchte seine Tochter Verónica Toro und Raúl Terrén. Ihre Einladung war aber auch mit organisatorischen Belangen verknüpft, denn eine kleine Gruppe aus Moderatoren des Biodanzas begleitete ihn, um diese Therapieform auch bei europäischen Interessierten bekannt zu machen. So reiste die Gruppe etwa zwei Monate lang mit Toro Araneda und boten Biodanza-Praktika in der Schweiz, Frankreich und Italien an.
Im Rahmen eines Sabbatical reiste er 1989 dann erneut nach Italien. Er entschloss sich im Jahre 1990 seinen Lebensmittelpunkt für acht Jahre nach Italien, so u. a. nach Mailand, zu verlegen. Toro Araneda war seiner Tochter und seinem Schwiegersohn Verónica Toro und Raúl Terrén nachgefolgt. In Italien arbeitete er auch in den Städten Como und Varese mit Parkinson- und Alzheimer-Patienten. Nach Gründung der ersten Biodanza-Ausbildungsschulen förderte er diese in Italien, der Schweiz, in Frankreich, Deutschland, England und Spanien.

### Rückkehr nach Chile
1998 kehrte er nach Santiago de Chile zurück, von wo aus er die weltweite Biodanza-Bewegung initiierte, deren Ausbildungsschulen mittlerweile in Lateinamerika, Europa, den Vereinigten Staaten, Kanada, Russland, Israel, Südafrika, Japan, Australien und Neuseeland weit verbreitet sind.
Toro Araneda war nicht nur Lehrer und Professor, sondern auch Dichter und Maler. Er veröffentlichte einige Gedichte und Texte zur Psychotherapie. Außerdem sammelte er Kunst und realisierte verschiedene Ausstellungen in Brasilien und Italien.

## Konzept derVivencia
Das therapeutische Konzept der Vivencia, als Bezeichnung für eine komplette Tanzeinheit, wird vermittels eines Anleiters, durch die Auswahl eines bestimmten Themas, für den Ablauf, zu den Tänzen bestimmt und durch eine entsprechend rhythmisch-dynamischen Musik getragen. Dabei sollen die Teilnehmer in ein tieferes (emotionales), interpersonelles und damit subjektives Erleben geführt werden. Im Allgemeinen wird während der Vivencia, nur auf einer nonverbalen Interaktionsebene kommuniziert. Der Tanz wird je nach thematischer Auswahl entweder allein, zu zweien oder zu mehreren getanzt und folgt als Ausdruck dem, was gerade aus dem Teilnehmer heraus entsteht, oder was diesem körperlich möglich ist.
Das „setting“ startet und endet jeweils mit einem gemeinsamen Anfangs- und einem Abschlusskreis der Teilnehmer.

## Ehrungen
In Brasilien wurde ihm von der Universität Paraiba (Universidade Federal da Paraíba) die Ehrendoktorwürde verliehen.
Im Jahre 2001 wurde er als Kandidat für den Friedensnobelpreis im „Casa de América“ (Madrid) für seine Arbeiten auf dem Gebiet des Biodanzas und der Biozentrische Erziehung (Biodanza y Educación Biocéntrica) nominiert.

## Schriften (Auswahl)
- Biodanza y los 4 elementos. Cuarto Propio (2013)
- La inteligencia afectiva. La unidad de la mente con el universo. Cuarto Propio (2012)
- Teoría da Biodança, coletánea de textos. Band I und II, Editorial ALAB, Asociación Latinoamericana de Biodanza. Fortaleza (1991)
- El Princípio Biocéntrico. Nuevo Paradigma para las Ciencias Humanas. La Vida como Matriz Cultural. Editorial, Cuarto Propio, 2014,
- Projeto Minotauro. Vozes Editorial, Petrópolis (RJ) (Brasilien) 1988
- Das System Biodanza. Tinto Verlag, Hannover 2010, ISBN 978-3-941684-04-1.
- Die 7 Kräfte von Biodanza. Auszug aus den Vorlesungen anlässlich des 1. Europäischen Symposiums von Biodanza Lehrern an der University of Kent, Canterbury, 17. Juni 2005 PDF unter biodanza.com
- El Presentimiento del Ángel. Diseño, Buenos Aires 2013, ISBN 978-987-3607-24-0.
- zusammen mit Cecilia Toro Acuña: Neurobiología y Biodanza. 2. Auflage, Cuarto Propio, Santiago de Chile 2019, ISBN 978-956-396-038-9.
- zusammen mit Cecilia Toro Acuña: Ayudar a crecer: neurobiología y Biodanza. Cuarto Propio, Santiago de Chile 2015, ISBN 978-956-260-715-5.

Gedichte
- Tras los pasos de Afrodita. Oasis Editorial, Oaxaca (Mexico) 1995
  - dt. Auf den Spuren von Aphrodite. Übersetzung: Susanne Okotie, Melanie Delval, Gabriele Langmeyer, Wien 1997
- Balada del Ángel Caído. Private Edition, Santiago de Chile 2005
- Éxtasis del Renacido. Galac Editorial, Caracas (Venezuela) 1992
- Epifanía de la Diosa. Private Edition, Santiago de Chile 2007